# اچ‌دی ۲۹۰۳۲۷ بی
اچ‌دی ۲۹۰۳۲۷ بی (انگلیسی: HD 290327 b) یک سیاره فراخورشیدی است که به دور ستاره غول‌پیکر اچ‌دی ۲۹۰۳۲۷ می‌چرخد و تقریباً در فاصله ۱۸۰ سال نوری از زمین در صورت فلکی شکارچی قرار دارد.